# Дроздович, Викентий Иосифович
Вике́нтий Ио́сифович Дроздо́вич (белор. Вікенцій Іосіфавіч Драздовіч; 2 [15] августа 1911 — 3 декабря 1942) — Герой Советского Союза (1965 г. посмертно), партизан. Участвовал в партизанском движении в Белоруссии. Командовал взводом партизанского отряда имени Н. Котовского бригады имени К. Ворошилова в Минской области.

## Биография
Викентий Иосифович Дроздович родился 15 августа 1911 года в деревне Новосёлки ныне Копыльского района Минской области в семье крестьянина. По национальности — белорус.
Подростком помог пограничникам задержать нарушителя границы.
После службы в армии он работал в колхозе, потом служил в милиции.
Осенью 1939 года Дроздович был отправлен в Клецкий район, где был избран председателем Межно-Слободского сельсовета. С 1941 года член ВКП(б).
22 июня 1941 года, в первый день Великой Отечественной войне обратился в военкомат с просьбой зачислить добровольцем в действующую армию, но был оставлен на месте для помощи в проведении мобилизации. 24 июня 1941 район оккупировали наступавшие немецкие войска и Дроздович ушёл на восток, чтобы воевать в РККА. В лесу за Любанью встретил партизан из группы Пашуна, которые привели его к секретарю Минского обкома И. Д. Варвашене (знакомому с довоенных времён) и получил от него распоряжение вернуться в знакомый район, начать организационную работу с населением, сбор оружия и боеприпасов на местах прошедших боев и готовиться к действиям в условиях подполья. По заданию партизан создал подпольную организацию в Копыльском районе.
Весной 1942 года в Копыльском районе начал действовать партизанский отряд под командованием майора РККА Ф. Ф. Капусты, в который в июле 1942 года вступил Дроздович и был назначен командиром взвода в партизанском отряде имени Г. Котовского бригады имени К. Ворошилова.
20 июля 1942 года взвод Дроздовича принимал участие в бою у деревни Раевка (ныне Молодечненский район, Минская область), где партизаны уничтожили около 70 карателей, захватили 2 автомашины, 50 винтовок, миномёт, 6 пулемётов и обоз с награбленным немцами у мирного населения имуществом.
В первой половине ноября 1942 года в составе бригады участвовал в оборонительных боях в Старицком лесу.
После начала немецкой наступательной операции по окружению и уничтожению бригады имени Ворошилова, ударный взвод под командованием Дроздовича (19 партизан с пулемётом) был поставлен в засаду у деревни Клетище в качестве заслона, обеспечивавшего прикрытие направление Клетище - Лавы. На рассвете 3 декабря 1942 года к окраине деревни со стороны Копыля и Узды вышла пехотная цепь противника. После того, как под винтовочно-пулемётным огнём занимавшая позиции на окраине деревни группа партизан под командованием И. Жигалковича отступила к отряду, немецкое командование решило, что заслон сбит и пехота, перестроившись в походную колонну, начала движение по дороге. В этот момент группа под командованием Дроздовича в составе 17 человек открыла огонь с заранее оборудованных позиций на кладбище во фланг походной колонны.
В течение 4 часов взвод отбил восемь атак противника, позволив тем самым бригаде вместе с мирными жителями обозом уйти на безопасное расстояние. В этом бою Дроздович погиб. Его похоронили в деревне Клетище Копыльского района Минской области.
Указом Президиума Верховного Совета СССР от 8 мая 1965 в канун 20-летия Победы советского народа над фашистской Германией за особые заслуги в борьбе против немецко-фашистских захватчиков в тылу противника и проявленные при этом отвагу и геройство Дроздовичу Викентию Иосифовичу было посмертно присвоено звание Героя Советского Союза.

## Награды и звания

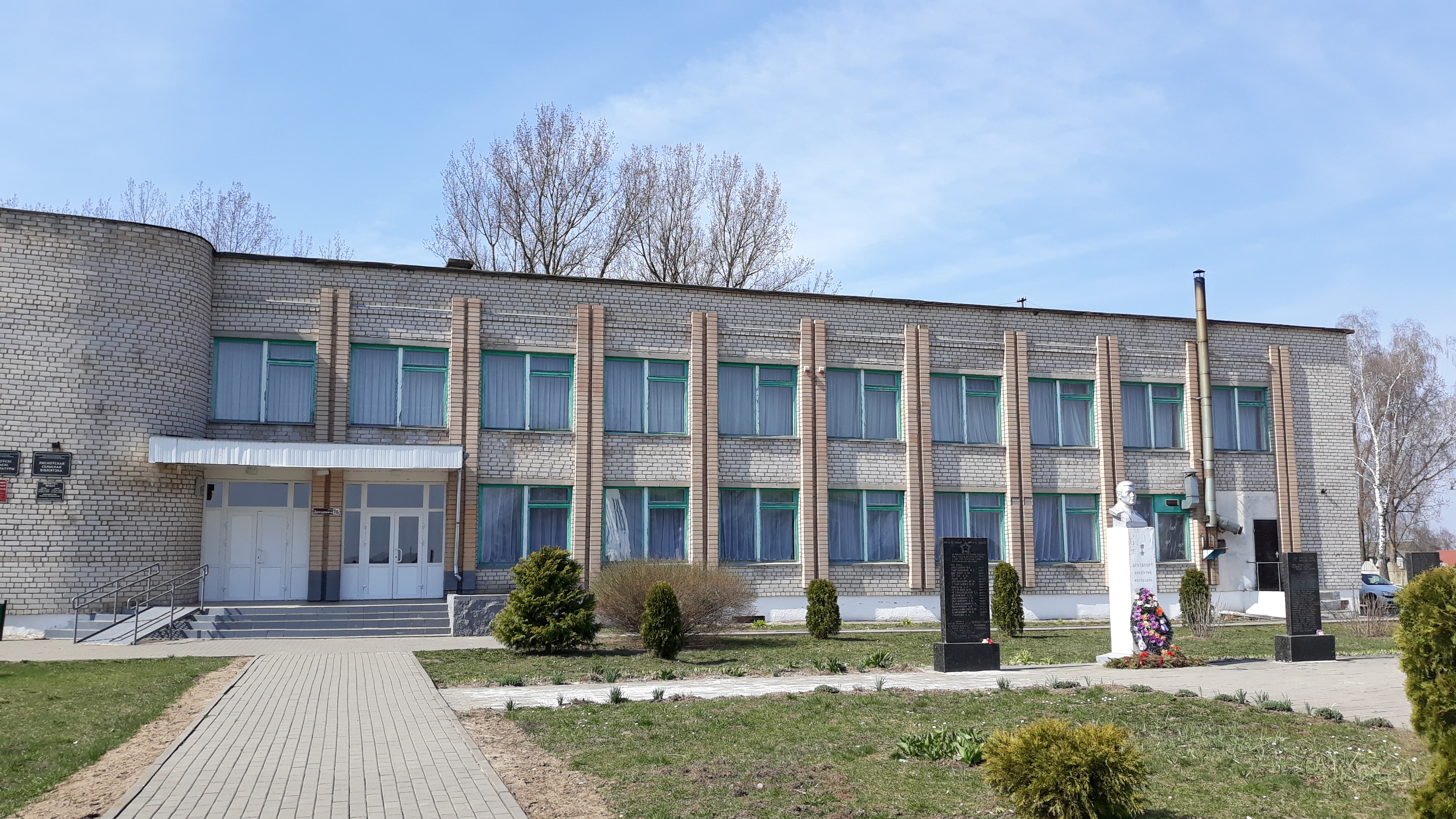
Бюст В. И. Дроздовича в аг. Лесное Копыльского района (около Дома культуры)

- Герой Советского Союза

## Память
- В агрогородке Лесное Копыльского района Минской области установлен бюст В. И. Дроздовича[3], его именем названа одна из улица агрогородка[1].
- В Копыль открыта мемориальная доска с именами милиционеров, погибших при исполнении служебного долга, в числе которых указан В. И. Дроздович[4].